# Wang Kche-min
Wang Kche-min (čínsky: 王克敏, narozen 4. května 1876 – zemřel 25. prosince 1945), přezdívaný Šu-lu (叔鲁), narozen v okrese Čchien-tchang v prefektuře Chang-čou v provinicii Če-ťiang, byl čínský politik a osobnost „Prozatímní vlády Čínské republiky“ (中华民国临时政府) pod záštitou Japonského císařství v letech 1937-1940.
Wang byl rodák z Chang-čou v provincii Če-ťiang. V roce 1901 byl poslán vládou čínské dynastie Čching do Japonska, kde studoval západní ekonomii a účetnictví ze své nominální pozice atašé na čínském velvyslanectví v Tokiu. Po svém návratu do Číny v roce 1907 byl jmenován do funkce místopředsedy pro správu zahraničních věcí. Poté, co byla založena Čínská republika, byl v roce 1913 poslán do Francie. Po svém návratu na základě rozkazu Tuan Čchi-ruiho pomohl založit Čínskou banku a od července 1917 se stal jejím prezidentem.
Působil jako ministr financí za vlády Pei-jang (中華民國) od prosince 1917 do března roku 1918. V prosinci 1918 byl jediným zástupcem vlády Pei-jang, který se zúčastnil setkání s vládou Nankingu ve snaze sjednotit Čínu. Od července do srpna 1923 znovu působil jako ministr financí za vlády Kao Ling-weje. Wang byl však silně proti Feng-tchienské klice vedené Čang Cuo-linem a po týdnu byl nucen rezignovat. Vrátil se jako ministr financí s podporou Cchao Kchuna ze Zhiliské kliky od listopadu 1923 do října 1924. Během této doby dohlížel také na operace řady dalších bank, včetně Tchienťinské banky.
V roce 1931 se Wang Kche-min vrátil do Pekingu, když Čang Süe-liang převzal kontrolu nad provincií Che-pej a zaujal místo ve finančním výboru Pekingu. V roce 1932 se stal starostou města Tchien-ťin. V roce 1935 byl Wang v Kuomintangské Che-pejské vládě a pracoval ve výboru pro vládní záležitosti na severovýchodě, ve výboru pro vládní záležitosti v Pekingu a na dalších důležitých postech, v roce 1935 však odešel do Šanghaje.
24. ledna 1940 svolali Wang Ťing-wej, Wang Kche-min a Liang Chong-č' schůzi a rozhodli, že by Wang Ťing-wej měl ustanovit vládu Čínské lidové republiky (pseudo-Republic of China government). Podle usnesení Ústřední politické konference, byla Severočínská prozatímní vláda změněna na Severočínský výbor pro politické záležitosti, který měl povahu místní vlády a mohl „nezávisle“ zasahovat do severočínských vládních záležitostí. 1. dubna 1940, Wang Kche-min a jeho přívrženci složili přísahu. Wang Kche-min se stává předsedou Severočínského výboru pro politické záležitosti.

## Prozatímní vláda Čínské republiky
Poté, co v roce 1937 vypukla druhá čínsko-japonská válka, japonská císařská armáda rychle obsadila severní Čínu a japonské císařské generální velitelství povolilo v rámci své celkové strategie vytvoření autonomní nárazníkové zóny mezi Čínou a Japonci vytvořeného kolaborativního režimu, kontrolované Mandžukuo. Tato vláda sídlila v Pekingu a prohlásila, že Wang Kche-min přijal post prezidenta prozatímní vlády Čínské republiky s hlavním městem v Pekingu dne 14. prosince 1937. Vláda nominálně ovládla provincie Che-pej, Šan-tung, Šan-si, Che-nan a Ťiang-su. Její činnost však byla pečlivě předepisována a sledována poradci poskytovanými japonskou severočínskou oblastní armádou. To, že Japonci nedali prozatímní vládě žádnou skutečnou autoritu, ji v očích místních obyvatel diskreditovalo.
Prozatímní vláda byla spolu s reformovanou vládou Čínské republiky sloučena do nacistické vlády Wang Ťing-wej v Nankingu dne 30. března 1940, ale ve skutečnosti zůstala prakticky nezávislá pod názvem „Severočínská politická rada“ (華北 政務 委員會) až do konce války. Wang Kche-min si udržel moc jako předseda politické rady pro Severočínu a stal se ministrem vnitra v nacistické vládě v Nankingu.

## Smrt
Poté, co se Japonsko vzdalo v srpnu 1945, byl Wang Kche-min zatčen národní vládou za zrádce a 25. prosince 1945 spáchal ve vězení sebevraždu.